# جيم ديلاني
فرانسيس جيمس «جيم» ديلاني (بالإنجليزية: Jim Delaney)‏ (1 مارس 1921 - 2 أبريل 2012) رياضي أمريكي شارك في الألعاب الأولمبية الصيفية 1948 في رياضة دفع الجلة وفاز بالميدالية البرونزية.

## روابط خارجية
- جيم ديلاني على موقع الاتحاد الدولي لألعاب القوى (الإنجليزية)
- جيم ديلاني على موقع اللجنة الأولمبية الدولية (الإنجليزية)
- جيم ديلاني على موقع أوليمبيديا (الإنجليزية)